# Coelioxys natalensis
Coelioxys natalensis là một loài Hymenoptera trong họ Megachilidae. Loài này được Cockerell mô tả khoa học năm 1920.
Loài này phân bố ở Zimbabwe.